# Campeonato Brasileiro de Futebol de 2001
O Campeonato Brasileiro de Futebol de 2001 ou Brasileirão TAM 2001 (por motivos de patrocínio) foi a 46.ª edição do Campeonato Brasileiro e foi vencido pelo Atlético Paranaense, que conquistou o seu primeiro título nacional, tornando-se o 17º campeão brasileiro e o primeiro campeão do milênio da competição. O São Caetano, que disputou seu segundo campeonato, foi vice-campeão pela segunda vez, com aproveitamento muito próximo ao seu adversário.
Romário, do Vasco da Gama, foi o artilheiro do campeonato, com 21 gols. Mas o grande destaque foi o atacante Alex Mineiro, do Atlético Paranaense, que se tornou o quarto jogador a marcar quatro gols numa série final de Campeonato Brasileiro. Antes dele, Pelé do Santos em 1963, Dirceu Lopes do Cruzeiro em 1966 e Fernando Ferretti do Botafogo em 1968, também fizeram quatro gols cada.
Todos os 25 clubes que disputaram o Módulo Azul da Copa João Havelange, oficialmente uma única competição de 116 clubes divididos em 4 módulos, fizeram-se presentes na Série A de 2001. A CBF também incluiu o São Caetano, vice-campeão da Copa João Havelange (e vice do Módulo Amarelo), após aceitar decisão liminar da Justiça em Ação Civil Pública movida pelo município de São Caetano do Sul. Agregou-se ainda o Paraná (campeão do Módulo Amarelo) e o Botafogo-SP (eliminado nas oitavas do Módulo Amarelo), independentemente do desempenho na João Havelange, para que não houvesse tratamento diferenciado entre os clubes da não efetivada zona de rebaixamento de 1999 (alterada pelas decisões judiciais do Caso Sandro Hiroshi), já que os outros dois clubes que deveriam ser rebaixados, Gama (que não seria rebaixado pelos resultados em campo) e Juventude, disputaram o Módulo Azul em 2000.
Retomando a normalidade de acesso e descenso, em 2001 os quatro últimos colocados foram rebaixados para a Série B de 2002: Santa Cruz, América-MG, Botafogo-SP e Sport. Subiriam em 2002 o campeão e o vice da Série B: Paysandu e Figueirense, respectivamente.
Como curiosidade, esta foi, até o momento, a última edição de Campeonato Brasileiro que contou com todos os campeões brasileiros até então. Foi também a penúltima com mata-mata e a última a qual houve um campeão inédito. Antes da unificação da Taça Brasil (1959 a 1968) e Roberto Gomes Pedrosa (1967 a 1970), em 2010, o Cruzeiro, campeão de 2003, era qualificado como o último campeão inédito (o clube mineiro venceu a Taça Brasil de 1966). Desde essa edição, com exceção do Brasileirão de 2020, o campeonato foi iniciado e finalizado no mesmo ano.

## Equipes participantes
| Equipe              | Cidade             | Estado | Em 2000 | Estádio             | Títulos                                        |
| ------------------- | ------------------ | ------ | ------- | ------------------- | ---------------------------------------------- |
| América Mineiro     | Belo Horizonte     | MG     | 23º     | Independência       | não possui                                     |
| Atlético Mineiro    | Belo Horizonte     | MG     | 24º     | Mineirão            | 1971                                           |
| Atlético Paranaense | Curitiba           | PR     | 13º     | Arena da Baixada    | não possui                                     |
| Bahia               | Salvador           | BA     | 11º     | Fonte Nova          | 1959, 1988                                     |
| Botafogo            | Rio de Janeiro     | RJ     | 20º     | Maracanã            | 1968, 1995                                     |
| Botafogo-SP         | Ribeirão Preto     | SP     | 36º     | Santa Cruz          | não possui                                     |
| Corinthians         | São Paulo          | SP     | 28º     | Parque São Jorge    | 1990, 1998, 1999                               |
| Coritiba            | Curitiba           | PR     | 27º     | Couto Pereira       | 1985                                           |
| Cruzeiro            | Belo Horizonte     | MG     | 3º      | Mineirão            | 1966                                           |
| Flamengo            | Rio de Janeiro     | RJ     | 19º     | Maracanã            | 1980, 1982, 1983, 1992                         |
| Fluminense          | Rio de Janeiro     | RJ     | 9º      | Maracanã            | 1970, 1984                                     |
| Gama                | Gama               | DF     | 26º     | Bezerrão            | não possui                                     |
| Goiás               | Goiânia            | GO     | 14º     | Serra Dourada       | não possui                                     |
| Grêmio              | Porto Alegre       | RS     | 4º      | Olímpico            | 1981, 1996                                     |
| Guarani             | Campinas           | SP     | 17º     | Brinco de Ouro      | 1978                                           |
| Internacional       | Porto Alegre       | RS     | 6º      | Beira-Rio           | 1975, 1976, 1979                               |
| Juventude           | Caxias do Sul      | RS     | 25º     | Alfredo Jaconi      | não possui                                     |
| Palmeiras           | São Paulo          | SP     | 7º      | Parque Antártica    | 1960, 1967, 1967, 1969, 1972, 1973, 1993, 1994 |
| Paraná              | Curitiba           | PR     | 8º      | Durival Britto      | não possui                                     |
| Ponte Preta         | Campinas           | SP     | 10º     | Moisés Lucarelli    | não possui                                     |
| Portuguesa          | São Paulo          | SP     | 21º     | Canindé             | não possui                                     |
| Santa Cruz          | Recife             | PE     | 29º     | Arruda              | não possui                                     |
| Santos              | Santos             | SP     | 18º     | Vila Belmiro        | 1961, 1962, 1963, 1964, 1965, 1968             |
| São Caetano         | São Caetano do Sul | SP     | 2º      | Anacleto Campanella | não possui                                     |
| São Paulo           | São Paulo          | SP     | 12º     | Morumbi             | 1977, 1986, 1991                               |
| Sport               | Recife             | PE     | 5º      | Ilha do Retiro      | 1987                                           |
| Vasco da Gama       | Rio de Janeiro     | RJ     | Campeão | São Januário        | 1974, 1989, 1997, 2000                         |
| Vitória             | Salvador           | BA     | 22º     | Barradão            | não possui                                     |

## Fórmula de disputa
Primeira fase: 28 clubes jogando todos contra todos em turno único. Classificam-se para a próxima fase os 8 primeiros colocados.
Fase final: sistema eliminatório; nas quartas de final e nas semifinais, confrontos em partida única, com mando de campo para o clube com melhor campanha; em caso de empate, prorrogação com vantagem do empate para o time mandante; na final, jogos em ida e volta, com mando de campo do segundo jogo e vantagem do duplo empate para o clube com melhor campanha.
Observação: A proposta inicial era de apenas os 4 primeiros se classificarem para a Segunda Fase (semifinal), que seria em jogos de ida e volta. Porém foram acrescentados mais 4 clubes ao "mata-mata". Como não haveria data disponível para quartas de final e semifinais em jogos de ida e volta, restou a alternativa da disputa em jogo único.

## Primeira fase
| Pos. | Equipes             | P  | J  | V  | E  | D  | GP | GC | SG  | %  | Classificação ou rebaixamento     |
| ---- | ------------------- | -- | -- | -- | -- | -- | -- | -- | --- | -- | --------------------------------- |
| 1    | São Caetano         | 59 | 27 | 18 | 5  | 4  | 48 | 25 | +23 | 73 | Classificados às quartas-de-final |
| 2    | Atlético Paranaense | 51 | 27 | 15 | 6  | 6  | 58 | 40 | +18 | 63 | Classificados às quartas-de-final |
| 3    | Fluminense          | 51 | 27 | 14 | 9  | 4  | 44 | 29 | +15 | 63 | Classificados às quartas-de-final |
| 4    | Atlético Mineiro    | 49 | 27 | 15 | 4  | 8  | 50 | 34 | +16 | 61 | Classificados às quartas-de-final |
| 5    | Grêmio              | 47 | 27 | 14 | 5  | 8  | 39 | 29 | +10 | 58 | Classificados às quartas-de-final |
| 6    | Ponte Preta         | 47 | 27 | 13 | 8  | 6  | 53 | 48 | +5  | 58 | Classificados às quartas-de-final |
| 7    | São Paulo           | 46 | 27 | 13 | 7  | 7  | 48 | 34 | +14 | 57 | Classificados às quartas-de-final |
| 8    | Bahia               | 45 | 27 | 13 | 6  | 8  | 43 | 38 | +5  | 56 | Classificados às quartas-de-final |
| 9    | Internacional       | 40 | 27 | 12 | 4  | 11 | 38 | 40 | –2  | 49 |                                   |
| 10   | Goiás               | 39 | 27 | 12 | 3  | 12 | 38 | 32 | +6  | 48 |                                   |
| 11   | Vasco da Gama       | 39 | 27 | 10 | 9  | 8  | 57 | 36 | +21 | 48 |                                   |
| 12   | Palmeiras           | 38 | 27 | 12 | 2  | 13 | 40 | 47 | –7  | 47 |                                   |
| 13   | Portuguesa          | 37 | 27 | 11 | 4  | 12 | 31 | 33 | –2  | 46 |                                   |
| 14   | Paraná              | 36 | 27 | 11 | 3  | 13 | 35 | 37 | –2  | 44 |                                   |
| 15   | Santos              | 36 | 27 | 9  | 9  | 9  | 37 | 32 | +5  | 44 |                                   |
| 16   | Vitória             | 36 | 27 | 9  | 9  | 9  | 33 | 37 | –4  | 44 |                                   |
| 17   | Coritiba            | 35 | 27 | 9  | 8  | 10 | 31 | 32 | –1  | 43 |                                   |
| 18   | Corinthians         | 34 | 27 | 9  | 7  | 11 | 46 | 45 | +1  | 42 |                                   |
| 19   | Guarani             | 33 | 27 | 9  | 6  | 12 | 29 | 45 | –16 | 41 |                                   |
| 20   | Gama                | 33 | 27 | 8  | 9  | 10 | 40 | 34 | +6  | 41 |                                   |
| 21   | Cruzeiro            | 32 | 27 | 9  | 5  | 13 | 36 | 43 | –7  | 39 |                                   |
| 22   | Juventude           | 30 | 27 | 6  | 12 | 9  | 29 | 37 | –8  | 37 |                                   |
| 23   | Botafogo            | 29 | 27 | 8  | 5  | 14 | 41 | 51 | –10 | 36 |                                   |
| 24   | Flamengo            | 29 | 27 | 8  | 5  | 14 | 25 | 38 | –13 | 36 |                                   |
| 25   | Santa Cruz          | 27 | 27 | 7  | 6  | 14 | 31 | 50 | –19 | 33 | Rebaixados à Série B de 2002      |
| 26   | América Mineiro     | 25 | 27 | 6  | 7  | 14 | 32 | 46 | –14 | 31 | Rebaixados à Série B de 2002      |
| 27   | Botafogo-SP         | 25 | 27 | 6  | 7  | 14 | 23 | 41 | –18 | 31 | Rebaixados à Série B de 2002      |
| 28   | Sport               | 19 | 27 | 5  | 4  | 18 | 24 | 46 | –22 | 23 | Rebaixados à Série B de 2002      |

## Fase final
Em itálico, as equipes que possuem o mando de campo no primeiro jogo da final e no jogo único, em negrito as equipes vencedoras.
|  | Quartas de final | Quartas de final    | Quartas de final |                     |                  | Semifinais          | Semifinais | Semifinais |  |  | Final | Final       | Final | Final | Final |
|  |                  |                     |                  |                     |                  |                     |            |            |  |  |       |             |       |       |       |
|  | 1                | São Caetano (pro)*  | 0                |                     |                  |                     |            |            |  |  |       |             |       |       |       |
|  | 8                | Bahia               | 0                |                     |                  |                     |            |            |  |  |       |             |       |       |       |
|  | 8                | Bahia               | 0                |                     | 1                | São Caetano         | 2          |            |  |  |       |             |       |       |       |
|  |                  |                     |                  |                     | 1                | São Caetano         | 2          |            |  |  |       |             |       |       |       |
|  |                  | 4                   | Atlético Mineiro | 1                   |                  |                     |            |            |  |  |       |             |       |       |       |
|  | 4                | 4                   | Atlético Mineiro | 1                   | Atlético Mineiro | 3                   |            |            |  |  |       |             |       |       |       |
|  | 4                |                     |                  |                     | Atlético Mineiro | 3                   |            |            |  |  |       |             |       |       |       |
|  | 5                | Grêmio              | 0                |                     |                  |                     |            |            |  |  |       |             |       |       |       |
|  |                  |                     |                  |                     |                  |                     |            |            |  |  | 1     | São Caetano | 2     | 0     |       |
|  |                  |                     | 2                | Atlético Paranaense | 4                | 1                   |            |            |  |  |       |             |       |       |       |
|  | 2                | Atlético Paranaense | 2                |                     |                  |                     |            |            |  |  |       |             |       |       |       |
|  | 7                | São Paulo           | 1                |                     |                  |                     |            |            |  |  |       |             |       |       |       |
|  | 7                | São Paulo           | 1                |                     | 2                | Atlético Paranaense | 3          |            |  |  |       |             |       |       |       |
|  |                  |                     |                  |                     | 2                | Atlético Paranaense | 3          |            |  |  |       |             |       |       |       |
|  |                  | 3                   | Fluminense       | 2                   |                  |                     |            |            |  |  |       |             |       |       |       |
|  | 3                | 3                   | Fluminense       | 2                   | Fluminense (pro) | 3                   |            |            |  |  |       |             |       |       |       |
|  | 3                |                     |                  |                     | Fluminense (pro) | 3                   |            |            |  |  |       |             |       |       |       |
|  | 6                | Ponte Preta         | 2                |                     |                  |                     |            |            |  |  |       |             |       |       |       |

* Vencedor do confronto pela melhor campanha.

## Final
Primeiro jogo
| 16 de dezembro de 2001 | Atlético Paranaense                          | 4 – 2 | São Caetano                    | Arena da Baixada, Curitiba                    |
| 19:10 (UTC-3)          | Ilan 4' · Alex Mineiro 55', 80', 90+2' (pen) |       | Mancini 31' · Marcos Paulo 53' | Público: 31,740 Árbitro: Carlos Eugênio Simon |

Atlético/PR: Flávio; Rogério Corrêa, Nem e Gustavo; Alessandro, Cocito, Adriano, Kléberson e Fabiano (Igor); Ilan (Souza) e Alex Mineiro. Técnico: Geninho.
São Caetano: Sílvio Luiz; Mancini, Daniel, Dininho e Marcos Paulo; Simão, Serginho, Adãozinho e Magrão; Esquerdinha e Anaílson (Müller). Técnico: Jair Picerni.
Segundo jogo
| 23 de dezembro de 2001 | São Caetano | 0 – 1 | Atlético Paranaense | Anacleto Campanella, São Caetano do Sul       |
| 18:10 (UTC-3)          |             |       | Alex Mineiro 67'    | Público: 20,000 Árbitro: Carlos Eugênio Simon |

São Caetano: Sílvio Luiz; Mancini, Daniel, Dininho e Marcos Paulo (Müller); Simão, Serginho (Bechara), Adãozinho e Magrão; Esquerdinha (Marlon) e Anaílson. Técnico: Jair Picerni.
Atlético/PR: Flávio; Nem, Gustavo e Rogério Corrêa (Igor); Alessandro, Cocito (Pires), Adriano, Kléberson e Fabiano; Kléber (Souza) e Alex Mineiro. Técnico: Geninho.

## Classificação geral
| Pos. | Equipes             | P  | J  | V  | E  | D  | GP | GC | SG  | %  | Classificação ou rebaixamento                |
| ---- | ------------------- | -- | -- | -- | -- | -- | -- | -- | --- | -- | -------------------------------------------- |
| 1    | Atlético Paranaense | 63 | 31 | 19 | 6  | 6  | 68 | 45 | +23 | 68 | Fase de grupos da Copa Libertadores de 2002  |
| 2    | São Caetano         | 63 | 31 | 19 | 6  | 6  | 52 | 31 | +21 | 68 | Fase de grupos da Copa Libertadores de 2002  |
| 3    | Fluminense          | 54 | 29 | 15 | 9  | 5  | 49 | 34 | +15 | 62 |                                              |
| 4    | Atlético Mineiro    | 52 | 29 | 16 | 4  | 9  | 54 | 36 | +18 | 60 |                                              |
| 5    | Grêmio              | 47 | 28 | 14 | 5  | 9  | 39 | 32 | +7  | 56 | Fase de grupos da Copa Libertadores de 20021 |
| 6    | Ponte Preta         | 47 | 28 | 13 | 8  | 7  | 55 | 51 | +4  | 56 |                                              |
| 7    | São Paulo           | 46 | 28 | 13 | 7  | 8  | 49 | 36 | +13 | 55 |                                              |
| 8    | Bahia               | 46 | 28 | 13 | 7  | 8  | 43 | 38 | +5  | 55 |                                              |
| 9    | Internacional       | 40 | 27 | 12 | 4  | 11 | 38 | 40 | –2  | 49 |                                              |
| 10   | Goiás               | 39 | 27 | 12 | 3  | 12 | 38 | 32 | +6  | 48 |                                              |
| 11   | Vasco da Gama       | 39 | 27 | 10 | 9  | 8  | 57 | 36 | +21 | 48 |                                              |
| 12   | Palmeiras           | 38 | 27 | 12 | 3  | 13 | 40 | 47 | –7  | 47 |                                              |
| 13   | Portuguesa          | 37 | 27 | 11 | 4  | 12 | 31 | 33 | –2  | 46 |                                              |
| 14   | Paraná              | 36 | 27 | 11 | 3  | 13 | 35 | 37 | –2  | 44 |                                              |
| 15   | Santos              | 36 | 27 | 9  | 9  | 9  | 37 | 32 | +5  | 44 |                                              |
| 16   | Vitória             | 36 | 27 | 9  | 9  | 9  | 33 | 37 | –4  | 44 |                                              |
| 17   | Coritiba            | 35 | 27 | 9  | 8  | 10 | 31 | 32 | –1  | 43 |                                              |
| 18   | Corinthians         | 34 | 27 | 9  | 7  | 11 | 46 | 45 | +1  | 42 |                                              |
| 19   | Guarani             | 33 | 27 | 9  | 6  | 12 | 29 | 45 | –16 | 41 |                                              |
| 20   | Gama                | 33 | 27 | 8  | 9  | 10 | 40 | 34 | +6  | 41 |                                              |
| 21   | Cruzeiro            | 32 | 27 | 9  | 5  | 13 | 36 | 43 | –7  | 39 |                                              |
| 22   | Juventude           | 30 | 27 | 6  | 12 | 9  | 29 | 37 | –8  | 37 |                                              |
| 23   | Botafogo            | 29 | 27 | 8  | 5  | 14 | 41 | 51 | –10 | 36 |                                              |
| 24   | Flamengo            | 29 | 27 | 8  | 5  | 14 | 25 | 38 | –13 | 36 | Fase de grupos da Copa Libertadores de 20021 |
| 25   | Santa Cruz          | 27 | 27 | 7  | 6  | 14 | 31 | 50 | –19 | 33 | Rebaixados à Série B de 2002                 |
| 26   | América Mineiro     | 25 | 27 | 6  | 7  | 14 | 32 | 46 | –14 | 31 | Rebaixados à Série B de 2002                 |
| 27   | Botafogo-SP         | 25 | 27 | 6  | 7  | 14 | 23 | 41 | –18 | 31 | Rebaixados à Série B de 2002                 |
| 28   | Sport               | 19 | 27 | 5  | 4  | 18 | 24 | 46 | –22 | 23 | Rebaixados à Série B de 2002                 |

1Grêmio e Flamengo tinham vaga garantida na Copa Libertadores de 2002 por serem campeões da Copa do Brasil de 2001 e Copa dos Campeões de 2001, respectivamente.

## Artilheiros
| Pos. | Jogador          | Clube            | Gols |
| ---- | ---------------- | ---------------- | ---- |
| 1    | Romário          | Vasco            | 21   |
| 2    | Washington       | Ponte Preta      | 18   |
| 3    | Alex Mineiro     | Atlético-PR      | 17   |
| 3    | Kléber Pereira   | Atlético-PR      | 17   |
| 4    | Marques          | Atlético Mineiro | 16   |
| 5    | Ricardo Oliveira | Portuguesa       | 14   |
| 6    | França           | São Paulo        | 13   |
| 6    | Magrão           | São Caetano      | 13   |

## Premiação
| Campeonato Brasileiro de Futebol de 2001      |
| Paraná                                        |
| --------------------------------------------- |
| Clube Atlético Paranaense Campeão (1° título) |

## Bola de Pratade 2001
Os melhores jogadores do campeonato em suas posições, eleitos pela revista Placar:
 Emerson (Bahia)
  Arce (Palmeiras) •  Daniel (São Caetano) •  Gustavo (Atlético Paranaense) •  Léo (Santos)
  Kléberson (Atlético Paranaense) •   Simão (São Caetano) •  Preto (Bahia) •  Roger (Fluminense)
  Marques (Atlético Mineiro) •  Alex Mineiro  (Atlético Paranaense)

Artilheiro:  Romário (Vasco da Gama)
| Vencedor da Bola de Ouro

## Ligação externa
- Site IMORTAIS DO FUTEBOL - Esquadrão Imortal - Atlético-PR 2001, página editada em 17 de novembro de 2013 e disponível em 23 de julho de 2017.